# Cristiano Pereira
Cristiano Pereira Figueiredo (München, Németország, 1990. november 29.)  portugál labdarúgókapus.

## Pályafutása

### Klubcsapatok
Cristiano a Penalva és a Braga csapataiban nevelkedett. A Penalva színeiben 2 mérkőzésen védett a felnőttek között.
A 2009-10-es szezonban a Braga felnőtt keretéhez csatlakozott, mint harmadszámú kapus, Eduardo és Pawel Kieszek mögé.
A 2010-11-es szezonban kölcsönben a FC Vizela csapatánál szerepelt a Portugál harmadosztályban. 2011. július 24-én egyéves szerződést kötött a Valencia CF csapatával, ingyen szerződött a spanyol klubba.

### Válogatott
Portugál U21-es válogatott labdarúgó.

## Fordítás
Ez a szócikk részben vagy egészben  a   Cristiano Pereira Figueiredo című angol Wikipédia-szócikk fordításán alapul.  Az eredeti cikk szerkesztőit annak laptörténete sorolja fel. Ez a jelzés csupán a megfogalmazás eredetét és a szerzői jogokat jelzi, nem szolgál a cikkben szereplő információk forrásmegjelöléseként.